# Philémon et Baucis

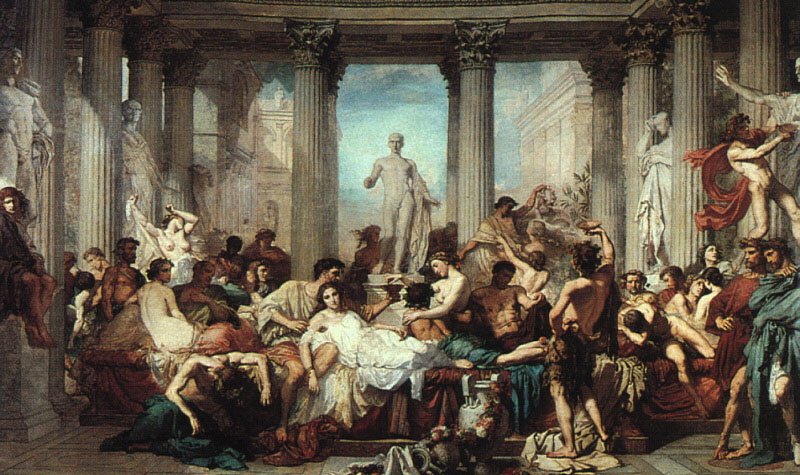
La decadencia de los romanos de Thomas Couture (Louvre), que inspiró la escena para el segundo acto añadido.

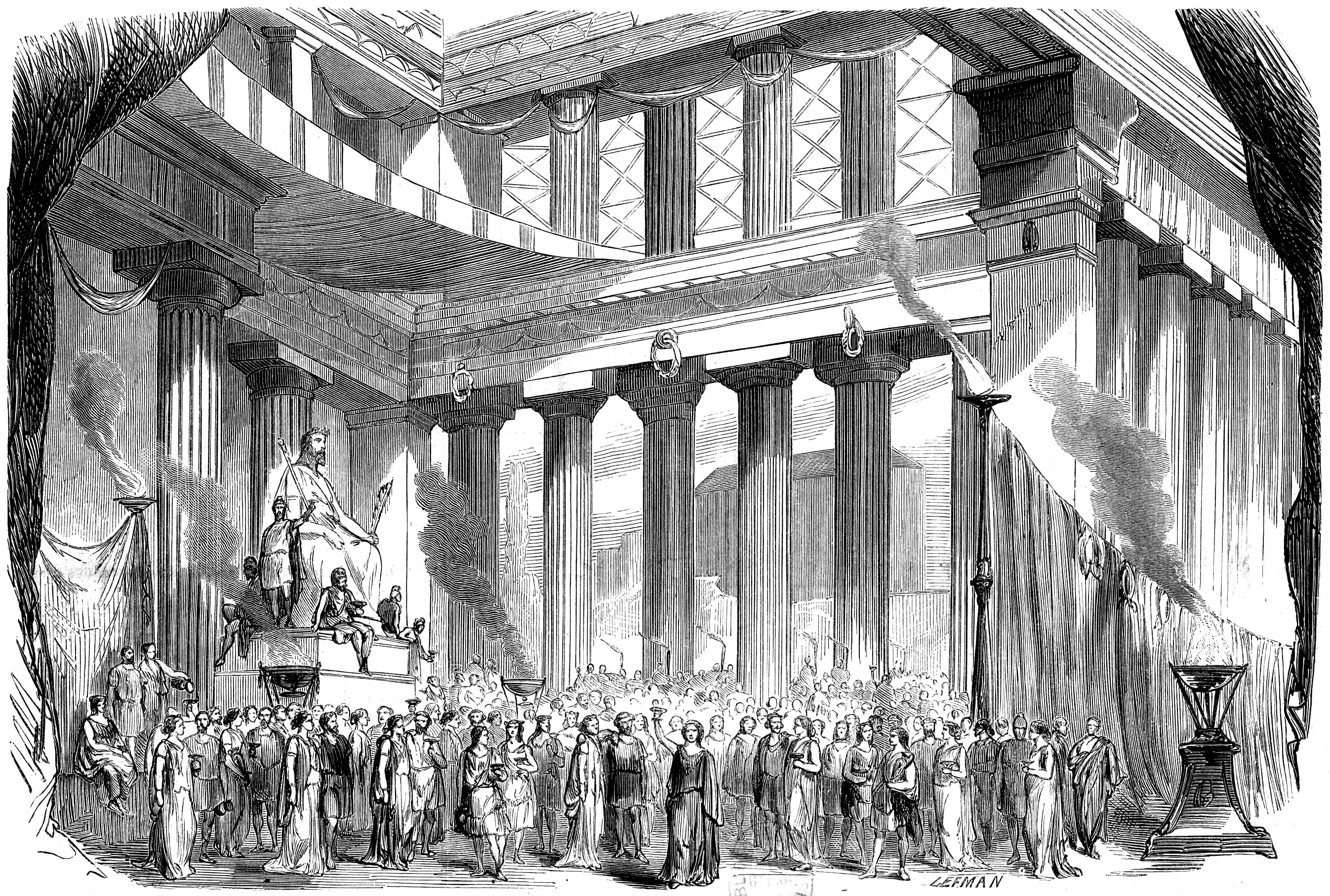
Ilustración de 1860: un momento del segundo acto.

Philémon et Baucis (Filemón y Baucis) es una ópera en tres actos con música de Charles Gounod y libreto de Jules Barbier y Michel Carré. Se basa en el relato de Baucis y Filemón tal como la relata La Fontaine (derivada a su vez del LIbro VIII de Las metamorfosis de Ovidio). Se estrenó en el Théâtre Lyrique de París el 18 de febrero de 1860 debido a la situación política en 1859.  

## Personajes
| Personaje | Tesitura | Reparto del estreno, versión en tres actos, 18 de febrero de 1860 (Director: Adolphe Deloffre) | Versión en dos actos revisada, 16 de mayo de 1876 (Director: Charles Constantin) |
| --------- | -------- | ---------------------------------------------------------------------------------------------- | -------------------------------------------------------------------------------- |
| Philémon  | tenor    | Froment                                                                                        | Charles-Auguste Nicot                                                            |
| Baucis    | soprano  | Marie Caroline Miolan-Carvalho                                                                 | Marguérite Chapuy                                                                |
| Jupiter   | bajo     | Charles Amable Battaille                                                                       | Jacques Bouhy                                                                    |
| Vulcan    | bajo     | Mathieu Emile Balanqué                                                                         | Alfred-Auguste Giraudet                                                          |
| Bacchante | soprano  | Marie Sax                                                                                      |                                                                                  |